# Andigena cucullata
El tucán morado de pico pintado, tucán encapuchado o tucan de altura (Andigena cucullata) es una especie de ave en la familia Ramphastidae. Se encuentra en los bosques húmedos de altura de los Andes de Bolivia y la zona sur de Perú.

## Hábitat
Vive en los bosques de montaña entre los 2.500 y 3.300 m de altitud.

## Descripción
Mide 41 a 44 cm de longitud. La piel alrededor de los ojos y la nuca son de color azul cobalto; el pecho, la garganta y la cabeza color azul de aspecto grisáceo, negruzca en la corona; el lomo es de color castaño, las alas son verdes con puntas negruzcas, la cola es negra con puntas marrón, base amarilla en la parte superior, la grupa y crísum rojos. Las patas son blancuzcas verdosas. El pico es amarillo limón, con una mancha negra en la base de la mandíbula, una pequeña mancha a cada lado, se hace verdoso hacia la punta y esta es negruzca.